# Josep
Josep je francouzsko-belgicko-španělský animovaný film z roku 2020, který režíroval Aurélien Froment. Film vypráví o životě karikaturisty a politika Josepa Bartolího během španělské občanské války a poté druhé světové války a jeho vztahu s mexickou malířkou Fridou Kahlo. Snímek měl světovou premiéru na Mezinárodním festivalu animovaných filmů Annecy dne 22. června 2020.

## Děj
V únoru 1939 musí karikaturista Josep Bartolí uprchnout z rodného Španělska, které po španělské občanské válce upadlo pod Francovu diktaturu. Jako dalších tisíce španělských uprchlíků odejde do Francie, ale ocitne se uvězněný v uprchlickém táboře Argelès-sur-Mer. Podvyživení uprchlíci jsou oběťmi špatného zacházení. Umělec se však spřátelil s policistou. Josep Bartolí pokračuje ve své cestě do New Yorku a Mexika, kde se setká s malířkou Fridou Kahlo, do které se zamiluje.

## Dabing postav
| Sergi López          | Josep Bartolí     |
| Sílvia Pérez Cruz    | Frida Kahlo       |
| Alain Cauchi         | Léon              |
| David Marsais        | Valentin          |
| Valérie Lemercierová | Valentinova matka |
| Bruno Solo           | Serge jako mladý  |
| Gérard Hernandez     | Serge jako starý  |
| François Morel       | Robert            |
| Sophia Aram          | zdravotní sestra  |
| Xavi Serrano         | Helios Gómez      |
| Thomas VDB           | Valentinův otec   |

## Ocenění
- Mezinárodní festival animovaných filmů Annecy: Cena Fondation Gan
- Mezinárodní filmový festival v Aténách: nejlepší scénář (Jean-Louis Milesi) a cena publika
- Mezinárodní filmový festival Guadalajara: Cena za nejlepší mezinárodní animovaný film
- SEMINCI Valladolid: Cena za nejlepší režii
- Evropské filmové ceny: nejlepší animovaný film
- Filmový festival War on Screen: cena novinářské poroty
- Lumières: nejlepší animovaný film, nejlepší hudba (Sílvia Pérez Cruz)
- César: nejlepší animovaný celovečerní film